# Adhokratie
Der Begriff Adhokratie (engl.: adhocracy) bezeichnet, als Teil der Konfiguration von Mintzberg, eine Organisationsform, die im Gegensatz zur Bürokratie steht. Den Begriff machte 1970 Alvin Toffler erstmals bekannt. Seither wird er häufig in der Managementtheorie verwendet und häufig auf Online-Organisationen bezogen. Eine Weiterentwicklung hat der Begriff insbesondere durch Henry Mintzberg erfahren.
Bei der Adhokratie schrumpft der operative Kern und die verbleibenden Organisationsteile werden wertschaffend. Der Name „Adhokratie“ leitet sich vom lateinischen ad hoc ab, das man mit „aus dem Moment heraus“ oder etwas freier mit „eigens zu diesem Zweck geschaffen“ übersetzen kann. Mintzberg bezeichnet diese Form als die modernste, da sie das größte Innovationspotenzial und die größte Flexibilität aufweise.